# Cliffortia subsetacea
Cliffortia subsetacea là loài thực vật có hoa trong họ Hoa hồng. Loài này được Diels ex Bolus & Wolley Dod mô tả khoa học đầu tiên.